# کروشچینکو وژنه
کروشچینکو وژنه (به لهستانی:  Krościenko Wyżne) یک روستا در لهستان است که در گمینا کروشچینکو وژنه واقع شده‌است.
 کروشچینکو وژنه  ۳٬۷۰۰ نفر جمعیت دارد.